# Фишер, Александр Адамович
Александр Адамович Фишер (1834/1835—1908) — русский военный деятель, учёный-артиллерист. Генерал-лейтенант (1888). Заслуженный профессор Михайловской артиллерийской академии (1886).

## Биография
Родился 26 декабря 1834 (7 января 1835) года. В 1851 году с золотой медалью окончил Ларинскую гимназию, где директором был его отец, А. А. Фишер. В 1855 году окончил Санкт-Петербургский университет и затем в течение года обучался в Михайловской артиллерийской академии, по окончании которой был произведён в прапорщики гвардии.
С 1857 года — репетитор Михайловского артиллерийского училища; в 1858 году был произведён в подпоручики гвардии с назначением учителем этого училища. В 1859 году произведён в поручики гвардии, в 1863 году в штабс-капитаны гвардии, в 1866 году в капитаны гвардии.
С 1867 года — адъюнкт-профессор, а с 1871 года — профессор Михайловской артиллерийской академии. Одновременно с преподаванием, с 1872 года он был начальником отделения Главного артиллерийского управления. В 1868 году был  произведён в полковники, в 1878 году — в генерал-майоры. С 1880 года он был назначен инспектором артиллерийских приёмок.
В 1886 году назначен инспектором местных арсеналов, стал заслуженным профессором и почётным членом Конференции Михайловской артиллерийской академии и членом Артиллерийского комитета; с 30 августа 1888 года — генерал-лейтенант.

## Награды
- Орден Святого Станислава 1-й степени (1878)
- Орден Святой Анны 1-й степени  (1881)
- Орден Святого Владимира 2-й степени  (1883)
- Орден Белого орла (1891)
- Орден Святого Александра Невского (1905)[3]
- прусский орден Короны 3-й ст. (1865)[4]